# Annona cubensis
Annona cubensis este o specie de plante angiosperme din genul Annona, familia Annonaceae, descrisă de Robert Elias Fries. Conform Catalogue of Life specia Annona cubensis nu are subspecii cunoscute.